# STS-74
STS-74 byla mise raketoplánu Atlantis, která byla součástí americko-ruského programu Shuttle-Mir. Cílem letu bylo druhé setkání raketoplánu s ruskou orbitální stanicí Mir a připojení (stykového modulu). Modul se stal trvalou součástí komplexu.

## Posádka raketoplánu
- Kenneth D. Cameron (3), velitel
- James D. Halsell (2), pilot
- Jerry L. Ross (5), letový specialista 1
- William S. McArthur Jr. (2), letový specialista 2
- Christopher A. Hadfield (1), letový specialista 3, CSA

V závorkách je uvedený celkový dosavadní počet letů do vesmíru včetně této mise.

## Přípravy na start
Po svém posledním přistání v misi STS-71 (která směřovala také k Miru) putoval Atlantis do haly číslo 2 v hangáru OPF (Orbiter Processing Facility). Technici vyčerpali z jeho motorů zbytky pohonných hmot, vymontovali spojovací modul, laboratoř Spacelab a také motory SSME. Následovala výměna oken, která po předcházejících misích nesla drobné známky poškození, podvozku, pneumatik, modulu brzdícího padáku i modulu předního manévrovacího motoru RCS. Ten putoval 8. srpna do HMF (Hypergolic Maintenance Facility) kvůli výměně jednoho ventilu. Modul DM dorazil do Kennedyho vesmírného střediska už 7. června a v hangáru SSPF (Space Station Processing Facility) na něj namontovali solární panely.
Zatímco ruští technici dokončovali v SSPF práci na Stykovém modulu, v hangárech OPF a Vehicle Assembly Building (VAB) pokračovaly přípravy raketoplánu i jeho částí. Dne 16. srpna a 17. srpna byl do nákladového prostoru raketoplánu namontován manipulátor RMS. 11. září byl do hangáru OPF dovezen modul DM a poté, co byl Atlantis už v hale VAB připojen k hlavní palivové nádrži (ET) a pomocným motorům SRB, byl modul DM uložen do nákladového prostoru raketoplánu. Potom proběhly prověrky sekundárního užitečného nákladu a funkční zkoušky. 24. září musely být opraveny trysky pro motory SRB, protože při předcházejícím letu bylo zjištěno nadměrné opotřebení těsnicího tmelu ve spojích trysky se spalovací komorou.
Transport na rampu 39A proběhl 12. října. Termín startu stanovila komise LRR (Launch Readiness Review) na 11. listopad (přípravy na start se opozdily). Během posledních předletových příprav a zkoušek se však objevily problémy na palubě Miru. Někde v modulu Kvant-1 došlo k úniku chladicí kapaliny z glykolového okruhu. Než kosmonauti závadu zjistili a přepojili poškozený systém na záložní, dostalo se do přístrojů stanice asi 1,8 litru vodního roztoku etylenglykolu. Kvůli tomu nebylo možno použít primární okruh regenerace vzduchu v modulu Kvant-1. Američané navrhli pomoc, naložení velkých zásob hydroxidu lithného, který se používá na regeneraci vzduchu v raketoplánech, na palubu Atlantisu s tím, že by se potom připojili na systémy Miru. Nakonec se však ruské straně podařilo problémy vyřešit. I přesto hrozil odklad startu, tentokrát kvůli raketoplánu Columbia, který se nejprve musel vrátit ze své prodloužené mise, aby Atlantis mohl odstartovat. Všechny přípravy však pokračovaly dobře a jediný odklad zavinilo počasí. Raketoplán Atlantis ale stejně na svou 15. misi vzlétl o den později, 12. listopadu v čase 12:30:43,013 UTC.

## Průběh letu

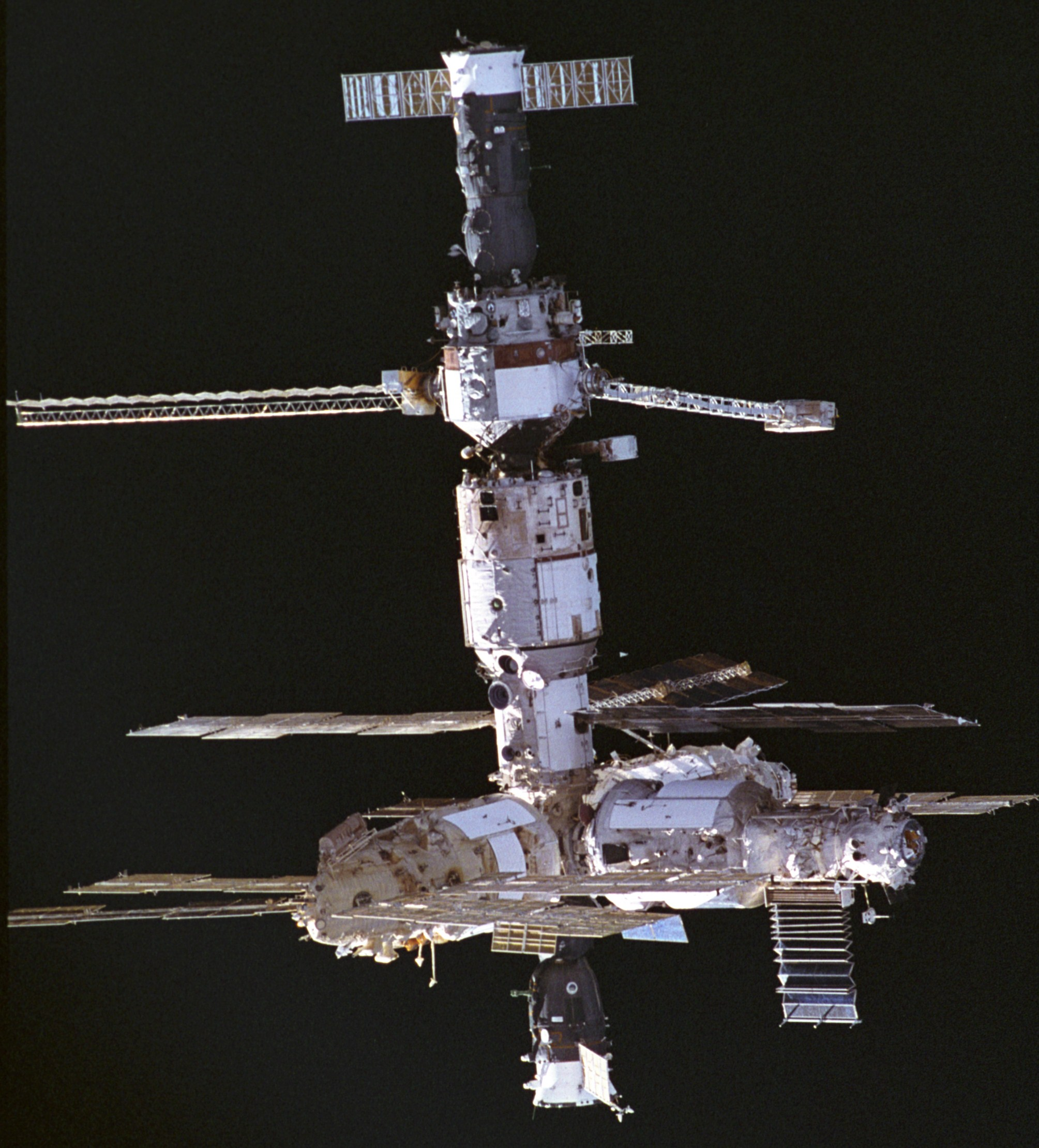
Mir při pohledu z raketoplánu Atlantis

### Start
Raketoplán Atlantis odstartoval z rampy 39A na Kennedyho vesmírném středisku přesně na začátku startovacího okna. Start proběhl bez problémů, v čase T +123 se od nádrže ET oddělily motory SRB. V čase T +512,6 došlo k vypnutí hlavních motorů (manévr MECO), následovalo oddělení nádrže ET a o 40 minut později se Atlantis nacházel na základní oběžné dráze ve výšce 300-339 km. Zhruba hodinu a půl po startu se otevřely dveře do nákladového prostoru a přibližně 3 hodiny po startu piloti vykonali první ze setkávacích manévrů. Raketoplán se ke stanici přibližoval rychlostí 615 km za jeden oběh.

### Na oběžné dráze
Kromě nákladu pro Mir se v raketoplánu nacházela také zařízení pro různá pozorování a měření, konkrétně širokopásmový spektrometr a velkoformátová kamera ICBC (IMAX Cargo Bay Camera) v nákladním prostoru.
Dne 14. listopadu bylo hlavním bodem programu přemístění modulu DM. Pro případ, že by vše neprobíhalo podle plánu, byly přichystány skafandry pro výstup do otevřeného prostoru a Ross a McArthur se začali připravovat na případný výstup. Po odpojení konektorů mezi DM a raketoplánem letový specialista Hadfield uchopil DM manipulátorem RMS. Zdvihl modul, otočil ho o 90° a nasměřoval přesně nad spojovací uzel ODS. Po kontrole přesnosti jeho polohy raketoplán na chvíli zažehl trysky motorů RCS, čímž Atlantis slabě narazil do modulu a vzápětí zapadly zámky obou spojovacích uzlů. Po zatáhnutí aktivního spojovacího uzlu se uzamkly hlavní zámky, poutající DM k ODS a modul byl úspěšně připojen. Výstup dvou astronautů do vesmíru proto nebyl potřebný.

### Spojení s Mirem
15. listopadu proběhlo spojení s Mirem. Při spojovacím manévru řídil Cameron raketoplán ručně, Mir mezitím udržoval svoji orientaci v prostoru. V 05:30 UT muselo být přibližování Atlantisu k Miru přerušeno. Nikoliv kvůli technickým problémům, nýbrž kvůli spojení ze Zemí, aby proběhlo na denní straně planety a zároveň v dosahu rádiové komunikace Miru z ruských pozemních stanic. Ke kontaktu prstence APDS s modulem Kristal došlo v 06:27.39 UT. Po kontrole hermetičnosti spoje se posádky setkaly. Poprvé v historii kosmických letů se na jednom tělese setkaly 4 národnosti, reprezentující nejdůležitější partnery při výstavbě připravované stanice ISS (chyběli jen Japonci).

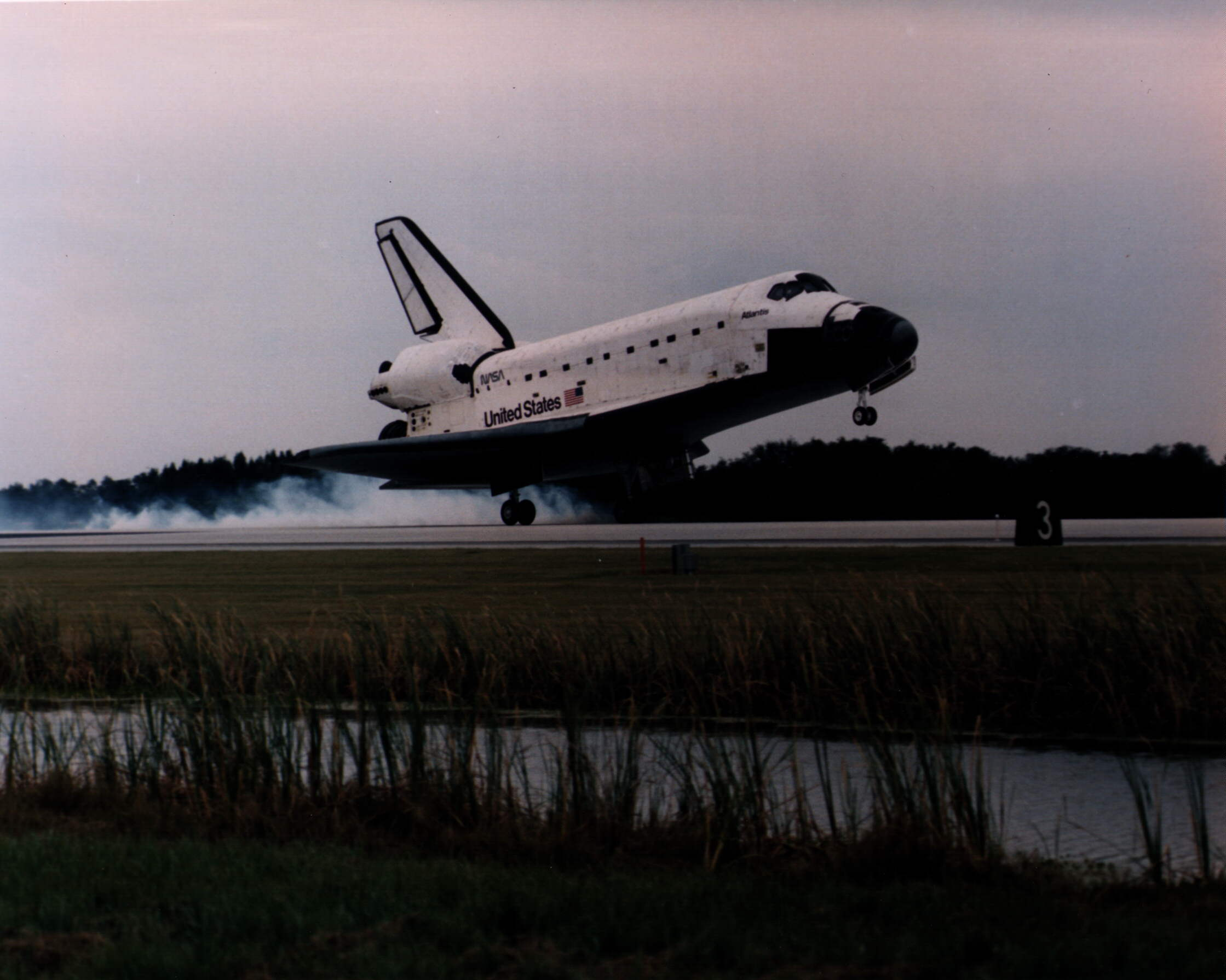
Přistání raketoplánu Atlantis na dráze 33 v Kennedyho vesmírném středisku

Po slavnostních ceremoniích začal přesun nákladu: 968 kg z raketoplánu na stanici, 371 kg ze stanice na raketoplán. Na Mir bylo dopraveno 596 kg pitné vody a jídla, 65 kg vzduchu, dále oblečení, experimentální vybavení a vzorky. Posádky se také věnovaly společným experimentům, jako například přípravě krystalů bílkovin, dálkový průzkum Země, imunologické studie, analýza pitné a recyklované vody a dalším.

### Odpojení od Miru a přistání
Dne 18. listopadu v 08:16 UTC se od sebe obě tělesa odpojila. Po dvou obletech stanice raketoplánem, kdy posádka provedla fotodokumentaci, přešel Atlantis na samostatnou nižší oběžnou dráhu. 19. listopadu se posádka věnovala přípravám na přistání. 20. listopadu bylo počasí na Floridě dobré, takže raketoplán mohl přistát hned na první pokus. V čase 15:58 UTC se na 3 min 52 sec zapnuly motory OMS a tím začal sestup do atmosféry. v 17:01:27 UTC dosedl raketoplán hlavním podvozkem na dráhu 33 na Kennedy Space Center a v 17:02:24 se zastavil.